# دومینیک ماهونی
دومینیک ماهونی (انگلیسی: Dominic Mahony؛ زادهٔ ۲۶ آوریل ۱۹۶۴) ورزشکار دو و میدانی اهل بریتانیا است.
وی در مسابقات کشوری و بین‌المللی در مجموع برندهٔ ۱ مدال برنز شده‌است.